# Région économique du Karabagh
Pour les articles homonymes, voir Karabagh (homonymie).
La région économique du Karabagh (en azéri : Qarabağ iqtisadi rayonu) est l'une des quatorze régions économiques de l'Azerbaïdjan. Elle comprend les raïons d'Agdam, Aghdara, Aghjabedi, Barda, Choucha, Fizouli, Khodjali, Khojavend et Tartar, ainsi que la ville de Khankendi .
Elle correspond au Haut-Karabagh.

## Histoire
La région économique a été créée par le décret du président de l'Azerbaïdjan du 7 juillet 2021 « sur la nouvelle division des régions économiques de la république d'Azerbaïdjan ».

## Géographie
La superficie totale de la région économique est de 7 330 km2, soit 7,6 % du territoire national. Elle comprend en partie le territoire qui était sous le contrôle de la république du Haut-Karabagh.

## Démographie
En 2021, la population est estimée à 792 027 habitants.